# Ё
Ё, ё（称呼为 ё, jo）是一个西里尔字母。
在俄语中， Ё, ё 字母顶上的两点，很多时都被省去，变成 Е, е。但在白俄罗斯语和卢森尼亚语中，Ё, ё 字母顶上的两点是不能省去的。

## 字母的次序
在俄语、白俄罗斯语字母中排第7位，在卢森尼亚语字母中排第9位。

## 音值
通常为腭化元音 /ʲo/。当跟在 ж, ч, ш 及 щ 之后时，只发 /o/ 音。
另外，在俄语中 Ё, ё 是惯性的重音，有Ё, ё的单词的重音位必定是属於 Ё, ё，所以词典和教学工具一般都会省略掉这些单词的重音记号。

## 字符编码
| 字符编码 | Unicode | ISO 8859-5 | KOI-8 | GB 2312 | HKSCS |
| -------- | ------- | ---------- | ----- | ------- | ----- |
| 大写 Ё   | U+0401  | A1         | B3    | A7A7    | C7F9  |
| 小写 ё   | U+0451  | F1         | A3    | A7D7    | C85B  |

## 参看
- Е е、О о、Э э、Ӭ ӭ（西里尔字母）
- Ε ε、Ω ω（希腊字母）
- O o（拉丁字母）